# Balànsiya

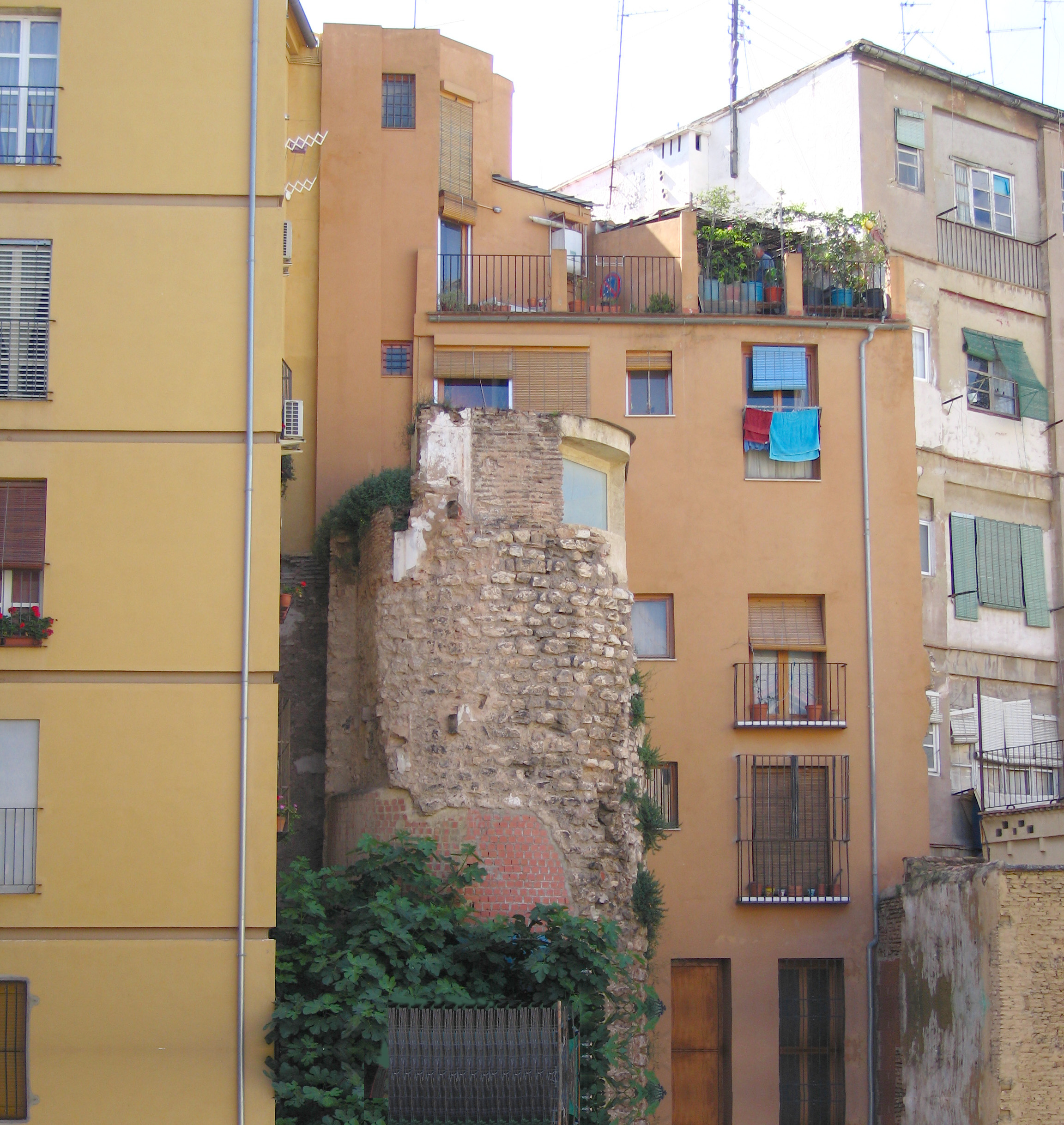
Torre de la murada àrab del, envoltada d'edificis (actual barri del Carme, a Ciutat Vella). És una de les poques restes del període musulmà de València

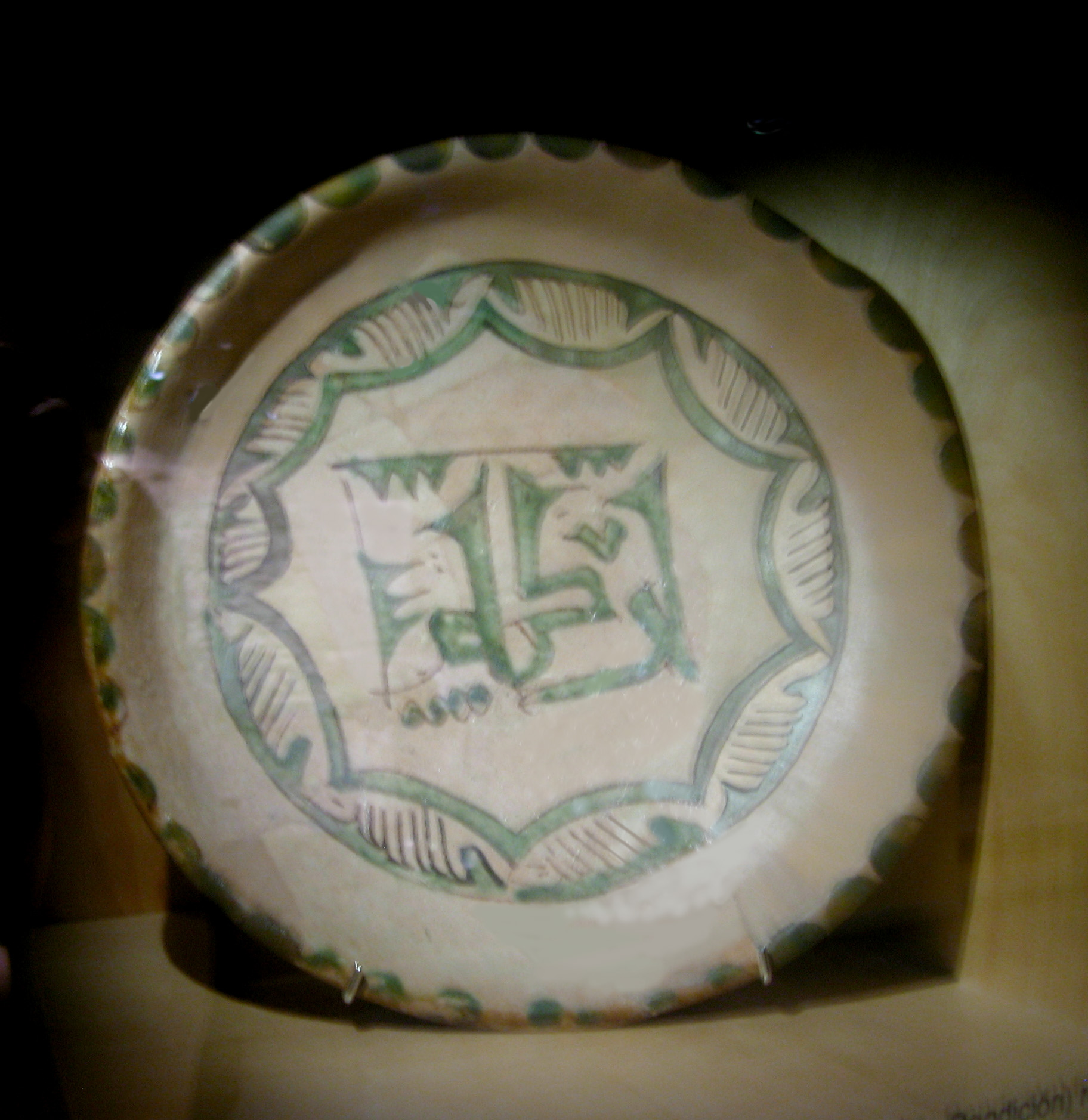
Plat de ceràmica àrab (s. XII), procedent de les excavacions de la cripta arqueològica de Sant Vicent Màrtir (barri de la Seu)

Balànsiya —àrab: بلنسية, Balansiya— fou el nom amb què fou coneguda l'actual ciutat de València en l'època àrab. La ciutat de València, igual que la majoria de la península Ibèrica, passà a ser part de l'Àndalus entre el 711 i el 716. En el cas de València, aquest domini musulmà s'estendria fins al 1238, any en què Jaume I conquerí la ciutat.

## València durant l'emirati elcalifat de Còrdova
Molt poc és sabut sobre la València musulmana. En arribar, els musulmans rebatejaren la tardoromana i visigoda Valentia com Balànsiya, però el nom amb què fou més coneguda durant els foscs segles VIII, IX i Xl fou el de Madínat at-Turab, que vol dir 'ciutat del fang' o 'ciutat de la pols', per l'estat d'abandó en què es trobava.
Una de les poques referències que tenim de l'emirat de Còrdova ens parla de la destrucció de la ciutat per Abd-ar-Rahman I —primer emir de Còrdova—, però probablement el fet més rellevant de l'etapa de l'emirat siga la presència d'Abd-Al·lah al-Balansí, fill d'aquell, el qual va exercir una espècie de govern autònom sobre l'àrea valenciana, i va ordenar construir als afores de la ciutat un luxós palau, la Russafa, que vol dir 'jardí', i que dona origen al barri del mateix nom, del qual de moment no s'ha trobat cap resta. Més enllà dels fets polítics, la qüestió veritablement transcendent és l'entrada de la ciutat dins l'òrbita de l'islam, que en poc de temps va canviar la llengua, la religió i els costums dels seus habitants.
A l'època califal, Balànsiya va iniciar el camí de la recuperació urbana per mitjà de la construcció d'un primer perímetre d'horta a l'actual barri del Carme i la remodelació de l'antiga àrea episcopal visigoda ––a l'entorn de la catedral–– per convertir-lo en un soc vinculat a la residència del governador.

## València durant la Taifa

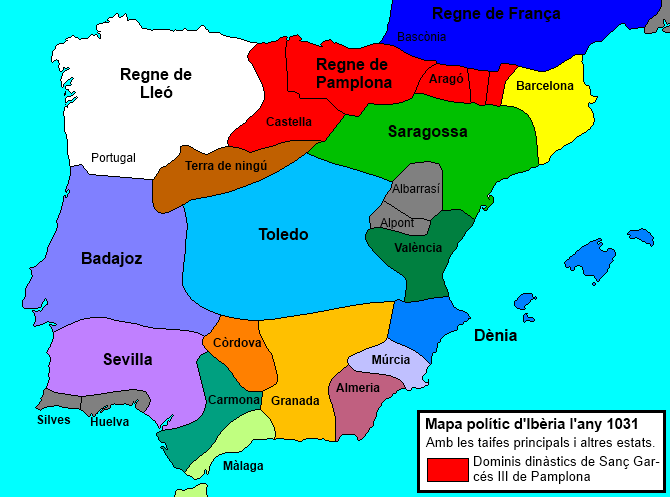
Taifes a l'any 1031, amb la de València en verd fosc

La Taifa de Balànsiya era un dels regnes musulmans creats arran de la fi del Califat de Còrdova el 1010. Amb un breu interregnum al final del segle xi, duraria fins al 1238, quan la seua conquista per Jaume I l'esborraria i erigiria en el seu lloc el Regne de València. El veritable auge de la ciutat va començar amb aquesta taifa, aleshores anomenada Balànsiya. La ciutat va créixer, i en temps del rei Abd-al-Aziz al-Mansur s'hi va edificar una nova muralla (s. XI), de la qual encara es conserven restes per tot Ciutat Vella, especialment al barri del Carme. Nombroses troballes arqueològiques testimonien l'auge assolit per la ciutat en aquest moment.
Ferran I de Lleó va atacar la vall de l'Ebre el 1065, i assetjà la ciutat de Balànsiya i, aixecat el setge, vencé l'Emirat de Balànsiya en la batalla de Paterna, durant la retirada. A finals del segle xi, aprofitant el clima d'inestabilitat política, el Cid, un mercenari de fortuna, va entrar a València, la qual va estar en mans de les tropes cristianes fins al 1103. A la seua marxa, els almoràvits van ocupar la ciutat i hi van restaurar el culte musulmà i un governador al capdavant.
La decadència del poder almoràvit i l'ascens d'una nova dinastia nord-africana, els almohades, que van controlar la península a partir del 1145, van ser coincidents. No obstant això, la seua entrada a València va ser frenada per Ibn Mardanix, el rei Llop, monarca de Balànsiya i Múrsiya, però finalment la ciutat va caure en mans dels almohades el 1171.
Durant les primeres dècades del segle xiii, la ciutat es va fortificar davant de la imminència de l'avanç feudal de la conquesta dels regnes cristians peninsulars. Les fonts cristianes la descriuen com una urbs populosa, rodejada per una feraç horta.
Tanmateix, la debilitat de la taifa feu que el nord passara a ser vassall de la corona d'Aragó, i finalment el 1238 la ciutat fou rendida a Jaume el conqueridor.